# 新千里南町
新千里南町（しんせんりみなみまち）は、大阪府豊中市の町丁の一つで、千里ニュータウン中央地区にある住区（L住区）。現行行政地名は新千里南町一丁目から新千里南町三丁目。住居表示は実施済み。郵便番号は560-0083。

## 地理
千里ニュータウン南西部に位置する南北に細長い地区であり、東端は新御堂筋によって上新田及び吹田市竹見台と、北端は中国自動車道によって新千里西町と、南端は豊中市道新千里1号線によって吹田市桃山台とそれぞれ隔てられている。また、西端は東豊中町、及び東泉丘と接する。新千里南町一丁目は地区北部に位置しており、豊中市立第九中学校や大阪府立千里青雲高等学校、追手門学院幼稚園などの教育機関が集積するほか、千里南町公園が所在する。新千里南町二丁目は地区中部にあり、概ね二丁目東部は集合住宅街、二丁目西部は戸建て住宅街の様相を呈している。二丁目中央部には豊中市立南丘小学校や豊中新千里南郵便局、豊中市立火葬場などの公共施設が立地する。新千里南三丁目は地区南部の一帯で、集合住宅が立ち並ぶ三丁目東部を除いて、戸建て住宅が広がる。

## 交通

### バス
- 阪急バス南町二丁目停留所
- 阪急バス南町三丁目停留所
- 日本交通高速バス千里桃山台停留所

### 道路
- 新御堂筋
- 中国自動車道
- 大阪府道2号大阪中央環状線

## 校区
2024年（令和6年）5月現在、市立小・中学校に通う場合、校区は以下の通りとなる。なお、2017年（平成29年）以前は、新千里南町三丁目のみ豊中市立東泉丘小学校の校区であった。
| 丁目             | 街区 | 小学校             | 中学校             |
| ---------------- | ---- | ------------------ | ------------------ |
| 新千里南町一丁目 | 全域 | 豊中市立南丘小学校 | 豊中市立第九中学校 |
| 新千里南町二丁目 | 全域 | 豊中市立南丘小学校 | 豊中市立第九中学校 |
| 新千里南町三丁目 | 全域 | 豊中市立南丘小学校 | 豊中市立第九中学校 |

## 事業所
2018年（平成30年）現在の経済センサス調査による事業所数と従業員数は以下の通りである。
| 町丁           | 事業所数 | 従業者数 |
| -------------- | -------- | -------- |
| 新千里南一丁目 | 19事業所 | 133人    |
| 新千里南二丁目 | 77事業所 | 481人    |
| 新千里南三丁目 | 58事業所 | 388人    |

## 施設

### 一丁目
- 豊中市立第九中学校
- 大阪府立千里青雲高等学校
- 追手門学院幼稚園
- 千里南町公園
- 大阪府営新千里南町住宅

### 二丁目
- 豊中市立南丘小学校
- 豊中新千里南郵便局
- アトリオみなみおかこども園
- 豊中市立火葬場
- マックスバリュ千里南町プラザ店
- 大阪府営新千里南町住宅
- 豊中市営新千里南町第二住宅

### 三丁目
- 大阪府豊中警察署上新田交番
- 認定こども園白鳩チルドレンセンター南丘
- えいじゅ・とよなか保育園
- 豊中市営新千里南町住宅